# In the Beginning
In the Beginning kompilacija je američkog death metal-sastava Nile. Diskografska kuća Relapse Records objavila ga je 28. studenoga 1999. godine. Izdanje sadrži pjesme s EP-a Festivals of Atonement i demoalbuma Ramses Bringer of War objavljen 1995. i 1996. godine.

## Popis pjesama
| 1.    | »Divine Intent«                             | 6:26 |
| 2.    | »The Black Hand of Set«                     | 2:22 |
| 3.    | »Wrought«                                   | 8:45 |
| 4.    | »Immortality Through Art / Godless«         | 5:15 |
| 5.    | »Extinct«                                   | 9:35 |
| 6.    | »The Howling of the Jinn« (demo)            | 2:22 |
| 7.    | »Ramses Bringer of War« (demo)              | 4:56 |
| 8.    | »Der Rache Krieg Lied der Assyriche« (demo) | 2:45 |
| 42:26 |                                             |      |

## Zasluge
Nile
- Karl Sanders – gitara, vokal
- Chief Spires – bas-gitara, vokal
- Pete Hammoura – bubnjevi, vokal (pjesme 6. – 8.)
- John Ehlers – gitara (pjesme 6. – 8.)

Ostalo osoblje
- Earl Sanders – produkcija
- Jimmy Ennis – produkcija, inženjer zvuka
- Pete Tsakiris – grafički dizajn
- Andy Tapeworm – grafički dizajn
- Steve Hoiet – naslovnica